# Ogłoszenie
Ogłoszenie – krótka forma wypowiedzi, w której autor ogłasza coś odbiorcy. W ogłoszeniu treść powinna być maksymalnie streszczona, przy czym zawarte powinny być wszelkie niezbędne informacje.
W ogłoszeniu muszą się znaleźć takie informacje jak:
- kto ogłasza?
- co ogłasza?
- jak można się z osobą dającą ogłoszenie skontaktować?
- w jakich godzinach można się skontaktować z osobą dającą ogłoszenie?

Miejsca, gdzie mogą wystąpić ogłoszenia:
- prasa (ogłoszenia drobne, nekrologi)
- radio (reklamy, ogłoszenia płatne, obwieszczenia)
- telewizja (reklamy, ogłoszenia płatne, obwieszczenia)
- internet (wyspecjalizowane serwisy ogłoszeniowe)
- miejskie tablice (reklamy, obwieszczenia, anonse)
- sklep (ogłoszenia o promocjach)
- blok (obwieszczenia administracyjne)
- słup ogłoszeniowy
- baner
- inne miejsca

Typy ogłoszeń:
- ogłoszenia drobne
- ogłoszenia lokalne
- ogłoszenia darmowe
- reklamy
- anonse
- ogłoszenia płatne
- nekrologi
- obwieszczenia